# هاروم‌هوتا
هاروم‌هوتا (به مجاری:  Háromhuta) یک منطقهٔ مسکونی در مجارستان است که در ناحیه شاروش‌پاتاک واقع شده‌است. هاروم‌هوتا ۱۰۹ نفر جمعیت دارد.